# Philippe Bonnin
Philippe Bonnin   (Boulogne-Billancourt, 30 d'abril de 1955) és un tirador d'esgrima francès, ja retirat, especialista en floret, que va competir durant la dècada de 1970.
El 1980 va prendre part en els Jocs Olímpics d'Estiu de Moscou, on guanyà la medalla d'or en la prova del floret per equips del programa d'esgrima. En el seu palmarès també destaca una medalla de plata al Campionat del món d'esgrima de 1978.